# Alamosa
La ville d’Alamosa est le siège du comté d'Alamosa, situé dans le Colorado, aux États-Unis.
Selon le recensement de 2010, Alamosa compte 8 780 habitants. La municipalité s'étend sur 5,51 milles carrés (14,27 km2), dont 5,39 milles carrés (13,96 km2) de terres.

## Histoire
La ville doit son nom au ruisseau Alamosa Creek, sur lequel elle devait être fondée. Cependant, avant qu'un seul bâtiment ne soit construit, des inondations rendent le terrain impraticable et la ville se déplace plus au nord sur le Rio Grande. La ville conserve cependant son nom, qui dérive du mot peuplier en espagnol.

## Démographie
La population d'Alamosa est estimée à 9 918 habitants au 1er juillet 2016.
Le revenu par habitant était en moyenne de 17 387 dollars par an entre 2012 et 2016, largement inférieur à la moyenne du Colorado (33 230 dollars) et à la moyenne nationale (29 829 dollars). Sur cette même période, 39,6 % des habitants d'Alamosa vivaient sous le seuil de pauvreté (contre 11,0 % dans l'État et 12,7 % à l'échelle des États-Unis).
| 1880 | 1890 | 1900  | 1910  | 1920  | 1930  |
| ---- | ---- | ----- | ----- | ----- | ----- |
| 802  | 973  | 1 141 | 3 013 | 3 171 | 5 107 |

| 1940  | 1950  | 1960  | 1970  | 1980  | 1990  |
| ----- | ----- | ----- | ----- | ----- | ----- |
| 5 613 | 5 354 | 6 205 | 6 985 | 6 830 | 7 579 |

| 2000  | 2010  | 2020  | - | - | - |
| ----- | ----- | ----- | - | - | - |
| 7 960 | 8 780 | 9 806 | - | - | - |